# Rafael Sánchez Mazas
Rafael Sánchez Mazas, né à Madrid le 18 février 1894 et mort à Madrid le 18 octobre 1966 , est un écrivain, journaliste, essayiste espagnol, membre fondateur de la Phalange, un mouvement politique d'extrême droite créé en Espagne avant la guerre d'Espagne. En plus de sa carrière de journaliste et d'écrivain, il est également ministre sans portefeuille dans le deuxième gouvernement de Franco entre 1939 et 1940.

## Biographie

### Jeunesse

#### Enfance et études
Sánchez Mazas est né à Madrid le 18 février 1894, ses parents sont Máximo Sánchez Hernández et Rosario Mazas Orbegozo. Son père décède l'année même de sa naissance. Après cela, sa mère décide de déménager à Bilbao d'où elle est originaire. Sánchez Mazas y passe son enfance et sa jeunesse.
En 1910, il part à Madrid pour étudier le droit à l'Université Centrale et est ensuite diplômé dans cette même discipline au Real Colegio de Estudios Superiores de María Cristina, à El Escorial. C'est là qu'il rencontre Juan Ignacio Luca de Tena.

#### Débuts en tant que journaliste
Durant ses études, il écrit dans un journal étudiant Nueva España (« Nouvelle Espagne »).
En 1915, il publie Pequeñas memorias de Tarín. Il a collaboré activement au magazine Hermes, ainsi qu'au journal monarchiste et conservateur ABC, mais aussi à El Sol et El Pueblo Vasco. Il participe aux groupes de discussion du café Lyon d'Or avec, entre autres, Ramón de Basterra (es), Juan de la Encina (es), Pedro Mourlane Michelena (es) et Gregorio de Balparda (es). Il prend ainsi également part à l'Escuela Romana del Pirineo (es), créée par Basterra.
En 1921, il travaille au Maroc en tant que correspondant pour El Pueblo Vasco et El Sol pour couvrir la guerre du Rif. Il reçoit le Prix national des chroniqueurs de guerre pour ses articles. Il y rencontre Indalecio Prieto.

#### Séjour en Italie
En 1922, Juan Ignacio de Tena envoie Sánchez Mazas à Rome en tant que correspondant pour ABC. Il se trouve donc en Italie lors de la Marche sur Rome organisée par Mussolini le 22 octobre 1922 et assiste à l'installation du régime fasciste, qu'il découvre, de même que la culture classique et celle de la Renaissance. Sánchez Mazas mène une propagande en Espagne en faveur des idées fascistes. Il est soutenu dans ce sens par des journalistes tels que Álvaro Alcalá Galiano (es). Il collabore également avec des journaux italiens. Ses articles sont traduits dans L'Idea Nazionale (en) et dans Il Giornale d'Italia.
Il est l'intellectuel espagnol qui a le plus écrit sur le fascisme italien. Il pense entre autres que l'Espagne doit trouver son propre chemin vers le fascisme. Dans sa rubrique « ABC à Rome », il écrit cependant le 15 avril 1923 : « Il serait peu viable et dans un certain sens monstrueux d'avoir un fascisme espagnol qui brûle et tue comme le fascisme italien. »
Durant son séjour en Italie, il est également attaché culturel à l'ambassade d'Espagne où il rencontre Ernesto Giménez Caballero.
Sánchez Mazas vit en Italie pendant sept ans (1922-1929) et y épouse Liliana Ferlosio, avec qui il a cinq enfants. Il s'implique alors de façon active en politique, aux côtés du mouvement fasciste qui se développe à cette époque.

### Retour en Espagne

#### Création d'un journal fasciste,El Fascio
Sánchez Mazas rentre en Espagne avec l'intention de ramener le fascisme avec lui. Le 16 mars 1933 sort le premier et dernier numéro d’El Fascio, sous-titré Haz Hispano (« faisceau hispanique »), un journal fasciste dans lequel on trouve, entre autres, un éloge de Benito Mussolini, des articles sur Adolf Hitler et aussi la traduction de quelques extraits de Mein Kampf, publié en 1923.
Le but de ce journal est de réunir tous les opposants à la Seconde République espagnole et voir surgir un « Mussolini espagnol ». Le projet n'aboutit pas parce que le gouvernement parvient à le faire interdire. Toutefois le journal circule en cachette.

#### Engagement politique au sein de la Phalange
À son retour en Espagne en 1929, Sánchez Mazas est un auteur et un journaliste reconnu. Il rencontre alors dans la capitale espagnole Eugenio Montes et Mourlane Michelena. Ils forment tous ensemble avec des figures littéraires telles que Agustín de Foxá et Ernesto Giménez Caballero l'entourage littéraire de José Antonio Primo de Rivera, l'idéologue principal et leader emblématique de la Phalange espagnole dont il deviendra le conseiller.
Le 29 octobre 1933, est fondée la Phalange espagnole dans le Teatro de la Comedia (es) à Madrid ; Sánchez Mazas fait partie de son comité de direction. Il a un rôle très actif jusqu'à l'éclatement de la guerre civile espagnole. Il est également un des auteurs de Veintinueve de octubre (« vingt-neuf octobre »), le livre qui réunit les discours fondateurs du parti.
En février 1934, il compose à la demande de José Antonio Primo de Rivera, un texte en prose poétique qui sera largement diffusé, Oración por los muertos de la Falange (« Prière pour les morts de la Phalange ») et publié dans Haz le 12 octobre 1935. Il participe également à la rédaction des paroles de Cara al sol (« face au soleil »), l'hymne de la Phalange espagnole. Les vers suivants sont de sa main : Volverán banderas victoriosas / al paso alegre de la paz (« les drapeaux victorieux reviendront / au pas joyeux de la paix »). Cara al sol fera partie des hymnes officiels espagnols sous le franquisme, conjointement à la Marcha Real, l'hymne officiel toujours en vigueur en Espagne.
Rafael Sánchez Mazas est candidat aux élections de février 1936 pour la Phalange mais les élections se révèlent être un échec.

#### La Guerre civile
Sánchez Mazas est arrêté et emprisonné à Madrid le 14 mars 1936, alors que la Phalange vient d'être déclarée hors-la-loi par le gouvernement républicain. Il bénéficie d'une courte permission exceptionnelle donnée par Victoria Kent à l'occasion de la naissance de son quatrième fils, mais pour des raisons inconnues, il ne regagne pas son lieu de détention. Il fuit alors au Portugal mais José Antonio Primo de Rivera l'oblige à rentrer en Espagne. Le début de la Guerre civile le surprend à Madrid. Il est arrêté à nouveau mais est remis en liberté grâce à l'intervention de Indalecio Prieto. Il se réfugie alors dans les locaux de l'ambassade du Chili à Madrid où il bénéficie de l'asile politique. Il y reste un an et y écrit son roman Rosa Krüger sous la forme d'un roman-feuilleton qu'il lisait tous les soirs aux autres réfugiés.
À l'automne 1937, il quitte clandestinement Madrid avec l'intention de fuir en France mais est arrêté à Barcelone le 29 novembre 1937. Il est alors détenu dans le bateau-prison Uruguay (es) jusqu'au 24 janvier 1939, quand il est transféré pour être exécuté avec environ cinquante autres détenus au Monastère de Santa Maria del Collel, au nord de Gérone (Catalogne). L'exécution a lieu le 30 janvier, mais, quand le peloton d'exécution ouvre le feu sur les prisonniers, Sánchez Mazas parvient à se glisser en dehors du groupe et s'enfuit dans la forêt. Une chasse à l'homme est organisée et Sánchez Mazas est découvert, caché dans des buissons, peu de temps après sa fuite. Pourtant, le soldat républicain qui le repère alors décide de garder sous silence sa découverte, et n'en informe personne, lui sauvant ainsi volontairement la vie. Après quelques jours de marche et d'errance dans les bois, Sánchez Mazas est secouru par une famille de paysans près de Palol de Revardit (Gérone). Avec deux soldats déserteurs de l'armée républicaine, il reste caché plusieurs jours dans une ferme abandonnée, n'en sortant à la nuit que pour aller chercher de la nourriture. Il est délivré quelques jours après par l'arrivée des troupes nationales. Cet épisode est la base du roman Soldados de Salamina de Javier Cercas, adapté au cinéma en 2003.

#### Le franquisme
Après la guerre, Sánchez Mazas se retrouve héritier d'une importante fortune. Il continue à faire part de ses nombreuses visions politiques[Comment ?].
Entre août 1939 et août 1940, il est ministre sans portefeuille dans le gouvernement de Franco mais l'abandonne de sa propre initiative sans être remplacé puisqu'il était fréquemment en retard lors des conseils des ministres et que Franco a fait retirer son siège soi-disant pour que les autres ministres soient plus à l'aise. Il doit assister à son dernier conseil debout et Franco lui dit alors que « il n'est pas nécessaire qu'il revienne ». Il profite de sa charge pour intercéder en faveur de ses anciens amis. Il réussit notamment à transformer la peine de mort du poète Miguel Hernández en trente ans de prison.
Quand les troupes espagnoles occupent la ville internationale de Tanger en juin 1940, Sánchez Mazas fait un discours en insistant sur le caractère espagnol de la ville. Son apport de rhétorique nationaliste à une situation politique déjà délicate lui vaut une remontrance du beau-frère de Franco et aussi ministre, Ramón Serrano Súñer, qui racontera plus tard avoir été tellement énervé qu'il a tenté de mettre son poing dans la figure de Sánchez Mazas.
En 1951, il est nommé président du patronat du musée du Prado et publie La vida nueva de Pedrito de Andía la même année ainsi que de nombreux articles de journaux, Cuatro lances de boda en 1952 et Las Aguas de Arbeloa y otras cuestiones en 1956.

### Fin de vie et postérité
En 1960, il arrête de collaborer au journal ABC et se retire dans sa maison de Coria héritée de sa tante paternelle.
En 1966, il est élu membre de l'Académie royale espagnole, mais ne se présente pas à la cérémonie d'intronisation. Il meurt à Madrid, le 18 octobre 1966.
De manière posthume, ont été publiés en 1971 Sonetos de un verano antiguo y otros poemas et en 1996, Rosa Krüger, un roman écrit alors qu'il était réfugié à l'ambassade du Chili à Madrid mais qui n'avait jamais été publié intégralement, certains chapitres avaient juste été publiés dans des revues littéraires.
Sánchez Mazas est le père de Chicho Sánchez Ferlosio, poète et chanteur libertaire et antifasciste, du mathématicien et philosophe Miguel Sánchez-Mazas Ferlosio (es) et du romancier Rafael Sanchez Ferlosio. Il est également le beau-père de Javier Pradera (es) (qui a épousé sa fille Gabriela Sánchez Ferlosio) et le grand-père de Máximo Pradera, journaliste.

## Œuvre

### Poésies
- XV Sonetos de Rafael Sánchez Mazas para XV esculturas de Moisés de Huerta, Lux, Bilbao, 1917
- Sonetos de un verano antiguo y otros poemas, Ed. Llibres de Sinera, Barcelone, 1971
- Poesías, ed. de Andrés Trapiello, Ed. Comares, Grenade, 1990

### Romans
- Pequeñas memorias de Tarín, Bilbao, 1915
- La vida nueva de Pedrito de Andía, 1952
- Rosa Krüger, Ed. Trieste, Madrid, 1984

### Nouvelles
- Algunas imágenes del Renacimiento y del Imperio
- Las aguas de Arbeloa y otras cuestiones
- Vaga memoria de cien años y otros papeles
- Apología de la Historia Civil de Bilbao
- Las tres edades de la política

## Sánchez Mazas dans la littérature et au cinéma
L'histoire de son évasion a inspiré à l'écrivain espagnol Javier Cercas le roman Les Soldats de Salamine, qui fut adapté au cinéma par David Trueba en 2003, sous le même nom. L'acteur Ramon Fontseré (es) interprète le rôle de Sánchez Mazas à l'écran.